# Ponte termico
Un ponte termico è quella zona locale di un edificio limitata dell'involucro edilizio che ha proprietà di conducibilità termica differenti da quelle adiacenti.

## Cause e tipologie
Sono generalmente dovuti a:

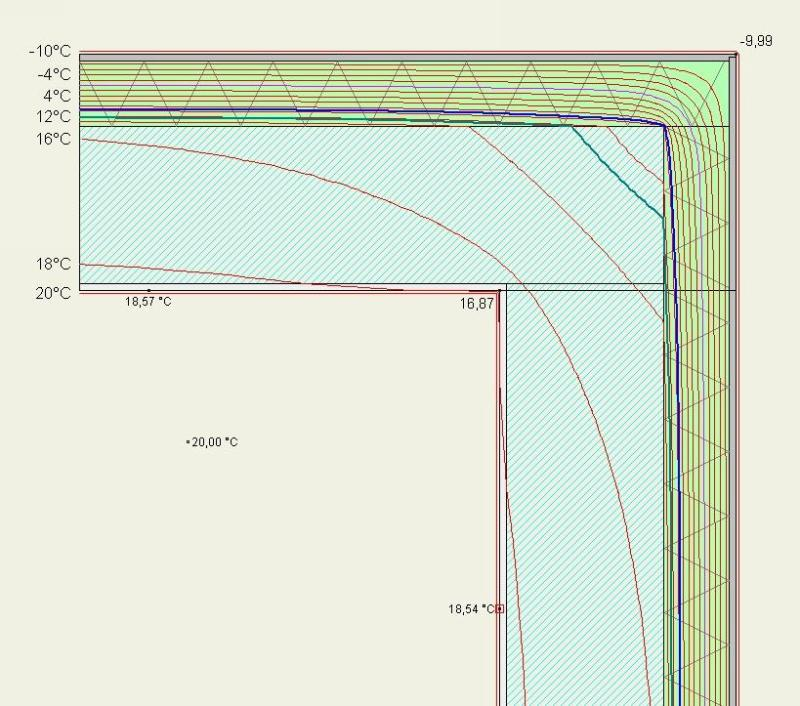
Andamento delle isoterme in corrispondenza di uno spigolo.

- disomogeneità geometrica, ovvero differenza tra l'area della superficie disperdente sul lato interno e quella del lato esterno, come avviene per esempio in corrispondenza dei giunti tra parete e pavimento o parete e soffitto (spigoli esterni del fabbricato, variano in relazione alla geometria dell'angolo). Un classico sono gli spigoli (ad esempio collegamenti tra parete e parete, l'innesco tra parete e solaio, la connessione tra pareti e serramenti) in corrispondenza dei quali aumenta la superficie disperdente e le superfici isoterme, perpendicolari al flusso termico, si incurvano deviando il flusso termico.

- variazione dello spessore della costruzione edilizia (cavedi, nicchie, vani tecnici, canne fumarie).

- disomogeneità materica: discontinuità di resistenza termica che si può verificare in corrispondenza compenetrazione totale o parziale di materiali con conduttività termica diversa nell'involucro edilizio (pilastri, setti, travi e cordoli, chiodi di fissaggio del cappotto isolante esterno, elementi di collegamento di balconi, sovrastrutture esterne attacchi per tende, scuretti, tettoie mensole)

Riguardo alle tipologie possono invece essere:
- lineari: cordoli, travi, aggetti, pilastri (nello sviluppo verticale), marciapiedi, davanzali passanti, distanziatori nelle vetrate
- puntuali: pilastri (attacco a pavimento ed a soffitto), chiodi cappotto termico, travi a sbalzo, attacchi di sovrastrutture esterne.

## Effetti e conseguenze
I ponti termici provocano trasmittanza termica verso l'interno e l'esterno dell'edificio, causando possibili problematiche relative a:
1. Aspetti igienico-sanitari: possibile formazione di muffe dovuta a condensazione superficiale
2. Aspetti strutturali: variazioni di temperatura all'interno delle strutture possono determinare tensioni e fenomeni di condensa superficiale con formazione di muffe e condensazione interstiziale con riduzione delle prestazioni e della durabilità dei materiali
3. Aspetti di comfort:  riduzione del comfort termico interno dovuto a disomogeneità di temperatura delle superfici circostanti rispetto all'aria
4. Aspetti energetici: aumento dei consumi energetici dovuti a un aumento delle perdite di trasmissione che possono arrivare al 20-30% delle dispersioni totali dell'edificio

| Descrizione della struttura                                                                    | Maggiorazioni percentuali relative alla presenza dei ponti termici |
| ---------------------------------------------------------------------------------------------- | ------------------------------------------------------------------ |
| Parete con isolamento dall'esterno (a cappotto) senza aggetti/balconi e ponti termici corretti | 5%                                                                 |
| Parete con isolamento dall'esterno (a cappotto) con aggetti/balconi                            | 15%                                                                |
| Parete omogenea in mattoni pieni o in pietra (senza isolante)                                  | 5%                                                                 |
| Parete a cassa vuota con mattoni forati (senza isolante)                                       | 10%                                                                |
| Parete a cassa vuota con isolamento nell'intercapedine (ponte termico corretto)                | 10%                                                                |
| Parete a cassa vuota con isolamento nell'intercapedine (ponte termico non corretto)            | 20%                                                                |
| Pannello prefabbricato in calcestruzzo con pannello isolante all'interno                       | 30%                                                                |

## Metodologia di calcolo
Le principali metodologie di calcolo classificate in base al grado di precisione sono:
1. calcolo forfettario: percentuale di maggiorazione delle dispersioni; metodo applicabile per gli edifici esistenti, in assenza di dati di progetto attendibili o comunque di informazioni più precise, per alcune tipologie edilizie, lo scambio termico attraverso i ponti termici può essere determinato forfettariamente secondo quanto riportato nella UNI/TS 11300-1 11.1.3 prospetto 4
2. abaco dei ponti termici: UNI EN ISO 14683
3. calcolo del flusso termico bidimensionale e tridimensionale: EN ISO 10211:2008
4. metodi di analisi dinamica

### Condizioni della struttura edilizia
La UNI EN ISO 10211:2008 definisce le specifiche dei modelli geometrici 3-D e 2-D di un ponte termico, ai fini del calcolo numerico di:
1. flussi termici, ai fini di determinare le dispersioni termiche totali di un edificio o di una sua parte;
2. temperature minime superficiali, ai fini di valutare il rischio di condensazione superficiale.

La norma include i limiti del modello geometrico e le sue suddivisioni, le condizioni limite e i valori termici associati da utilizzare.
1. Dimensione del nodo: distanza minima dal ponte termico: 1m oppure tre volte lo spessore dell'elemento
2. Piano di taglio:
  1. Condizioni di adiabaticità del piano di taglio (parallelismo dell'isoterme in corrispondenza del piano)
  2. Posizionamento del piano di taglio in corrispondenza di un piano di simmetria se questo è a distanza inferiore a 1m dall'elemento centrale
3. Determinazione del flusso di calore: si utilizza nel calcolo la temperatura esterna media mensile più bassa (per Trieste 4,9 °C a gennaio in UNI 10349). Se la località non fosse prevista dalla norma è necessario calcolare con una formula contenuta nella UNI 10349 il valore di temperatura media giornaliera dell'aria esterna
4. Determinazione delle temperature
5. Resistenza superficiale

### Calcolo del risparmio energetico
Calcolo semplificato del risparmio annuo economico previsto con un intervento di efficienza energetica di correzione di ponte termico.
€ = (∆Qh x d x GR)/1000 * P
Dove:
- ∆Qh = ∆psi x ∆T x L [W]
- ∆T = (GG/GR) x R x f
- GG: Gradi giorno della località considerata
- d: Durata attivazione dell'impianto in ore
- GR: Durata in giorni della stagione di riscaldamento
- R: Fattore di correzione che tiene conto dell'esposizione dell'ambiente
- f: Fattore che considera l'attenuazione dell'impianto. Per residenze 0,9
- ∆psi: Differenza di flusso termico tra diversi ponti termici in W/mK
- L: lunghezza del ponte termico
- P: prezzo unitario dell'energia in €/kWh

| sigla | valore                                         |
| ----- | ---------------------------------------------- |
| d     | 24                                             |
| GG    | 2345                                           |
| GR    | 183                                            |
| R     | 1                                              |
| f     | 0,9                                            |
| f     | 0,9                                            |
| ∆psi  | 0,6 - 0,1 = 0,5                                |
| L     | 8 finestre x (base 0,9 x altezza 1,5) = 38,4 m |
| P     | 0,085 €/kWh                                    |

Risparmio = ((0,5 W/mK x (2345 K / 183 gg x 1 x 0,9) x 38,4m) x 24 x 183)/1000 x 0,085 €/kWh = 82 €/anno

## Soluzioni e rimedi
L'involucro edilizio deve garantire una continuità nello strato di isolamento al fine di limitare la presenza di ponti termici. Le soluzioni possono essere:
1. preventive
2. correttive

Alcune soluzioni includono:
- isolamento a cappotto continuo
- tasselli isolati per cappotto esterno
- balconi
  - balconi con isolamento su un lato
  - balconi con cappotto
  - balconi con disaccoppiamento termico
  - demolizione e ricostruzione di balconi autoreggenti (tipo palafitte) collegati all'edificio tramite tasselli.
- Intonaco antimuffa
- Nei serramenti
  - canalina o distanziatore isolante
  - vetrocamera incassato nel telaio

## Normativa tecnica
Secondo lo standard "casa passiva" (Passivhaus) elaborato nel maggio 1988, un edificio si può considerare privo di ponti termici se il flusso termico è inferiore a 0,01 W/mK. Alcuni Stati del mondo prevedono delle normative in tema, ad esempio:
- Normativa francese: secondo la réglementation thermique del 2012 i ponti termici devono essere inferiori a 0,6 W/K

- Normativa italiana: per effetto della legge 9 gennaio 1991, n. 10 si è incominciato a coibentare gli edifici, successivamente a seguito di alcune direttive dell'Unione Europea è stato emanato il decreto legislativo 19 agosto 2005, n. 192. Infine, sempre dal punto di vista notmativo, secondo l'art. 26 del decreto legislativo 29 dicembre 2006, n. 311, un ponte termico è definito "corretto" quando la trasmittanza termica della parete fittizia (il tratto di parete esterna in corrispondenza del ponte termico) non supera per più del 15% la trasmittanza termica della parete corrente. Altre norme tecniche italiane sono:
  - UNI EN ISO 10211-1:1998 Ponti termici in edilizia - Calcolo dei flussi termici e delle temperature superficiali - Parte 1: Metodi generali.
  - EC 1-2007 UNI EN ISO 10211-1:1998 Ponti termici in edilizia - Calcolo dei flussi termici e delle temperature superficiali - Parte 1: Metodi generali.
  - UNI EN ISO 10211-2:2003 Ponti termici in edilizia - Calcolo dei flussi termici e delle temperature superficiali - Ponti termici lineari
  - UNI EN ISO 14683:2001 Ponti termici in edilizia - Coefficiente di trasmissione termica lineica - Metodi semplificati e valori di riferimento
  - UNI EN ISO 14683:2008 Ponti termici in edilizia - Coefficiente di trasmissione termica lineica - Metodi semplificati e valori di riferimento